# Deutsche Vereinigung für Internationales Recht
Die Deutsche Vereinigung für Internationales Recht (DVIR) stellt die deutsche Landesgruppe der International Law Association (ILA) dar, welche bereits 1873 gegründet worden war und als eine der ältesten Nichtregierungsorganisationen der Welt gilt.
Die DVIR verfolgt die Aufgabe, die Wissenschaft vom Internationalen Recht im Geiste der Völkerverständigung zu pflegen, und veranstaltet zu diesem Zweck wissenschaftliche Tagungen mit nationaler und internationaler Beteiligung, wobei sie ihre Arbeitsergebnisse veröffentlicht.
Die im Jahr 1912 gegründete und nach der Zeit des Nationalsozialismus 1951 wiedergegründete Vereinigung hat ihren Sitz in Heidelberg. 
Im Rahmen ihrer Tätigkeit wird großer Wert auf die Verbindung von Wissenschaft und Praxis gelegt. Auf den jährlichen Mitgliederversammlungen im Max-Planck-Institut für ausländisches öffentliches Recht und Völkerrecht in Heidelberg treffen Wissenschaftler und Praktiker zum Informations- und Meinungsaustausch und zu gemeinsam interessierenden Arbeiten zusammen.
Dazu wird ein wissenschaftliches Programm angeboten. Die behandelten Rechtsgebiete schließen das Völkerrecht, das Kollisionsrecht sowie die mit internationalen Bezügen befassten Bereiche des Privatrechts, des öffentlichen Rechts und des Strafrechts ein.
Zusätzlich bestehen verschiedene Arbeitsgruppen, wie etwa zum Luft- und Weltraumrecht, zum Welthandelsrecht oder zum Internationalen Investitionsschutzrecht.
Die Arbeit der weltweiten Dachorganisation der DVIR, der International Law Association (ILA), findet im Wesentlichen in unterschiedlichen, international besetzten Ausschüssen statt, in denen in aller Regel auch Mitglieder der DVIR vertreten sind und engagiert mitwirken. 
Zudem werden alle zwei Jahre in wechselnden Regionen  der Welt die Konferenzen der ILA unter Beteiligung von Mitgliedern der DVIR abgehalten. So vertreten Mitglieder der DVIR die deutsche Völkerrechtswissenschaft und -praxis aktiv auf internationaler Ebene.